# Замок Беллінагінх
Замок Беллінагінг (англ. Ballynahinch Castle) — замок Баллінагінг — один із замків Ірландії. Розташований в графстві Ґолвей в місцевості Коннемара. Замок нині перероблений в готель, стоїть в мальовничій місцині між горами Дванадцять Бенів, лісом та річкою Баллінагінг, що є популярним місцем для рибальства — у річці водиться лосось. Замок має популярність серед туристів.
Місцевість, в якій розташований замок пов'язаний з низкою історичних подій, з кланами О'Флахерті, О'Меллі та королевою піратів Грейс О'Меллі — жінкою, що була ватажком піратів у XVI столітті. Вона була дружиною вождя клану Донала О'Флахерті, а після того, як він загинув під час бою з ворожим кланом, очолила клан і стала на чолі піратів, які грабували кораблі біля узбережжя Ірландії.
Замок був побудований у XVIII столітті як особняк для житла і не виконував ніяких оборонних функцій. Замок був збудований у 1750 році вождем клану О'Флахерті — клану, що століттями славився своєю войовничістю. Пізніше був перебудований у вікторіанському стилі.
З місцевості, де стоїть замок походять предки Річарда Мартіна, що став відомий як «Добрий Дік» і став засновником Королівського товариства захисту тварин.
У 1924 році в замку зупинявся магараджа Раджисінгджі як гість клану Беррідж. Йому так сподобався замок і місцевість, що він вирішив його купити і переробити в готель.
З 1946 року замок використовувався як готель високого класу.